# Albrecht Schoenhals
Albrecht Moritz James Karl Schoenhals (Mannheim, Alemania; 7 de marzo de 1888 – Baden-Baden, Alemania; 4 de diciembre de 1978) fue un actor alemán de cine.

## Filmografía seleccionada
- (1934) Count Woronzeff
- (1936) Boccaccio
- (1937) The Glass Ball
- (1938) Red Orchids
- (1940) Traummusik
- (1954) It Was Always So Nice With You
- (1964) Scotland Yard jagt Dr. Mabuse
- (1969) La caída de los dioses (título original La caduta degli dei (Götterdämmerung))